# Договор в Фонтенбло (1631)
Договор в Фонтенбло — тайное соглашение, подписанное 8 мая 1631 года между Максимилианом Баварским и французским правительством во время Тридцатилетней войны.

## Предыстория
Максимилиан Баварский был основателем Католической лиги, однако он считал, что германские проблемы должны решать германские князья, и одной из причин Тридцатилетней войны видел слишком большую зависимость императора Фердинанда Габсбурга от его испанских родственников. В целях противодействия испанцам он решил положиться на поддержку Франции. Кроме того, у него был и личный мотив: не все германские князья признавали его титул курфюрста.

## Условия
Франция обязывалась признавать курфюршестский титул Максимилиана, и помогать ему в случае агрессии. Максимилиан не должен был оказывать какую-либо помощь врагам Франции.

## Противоречивость договора
Договор нёс в себе противоречия, делающие невозможной его реализацию. Ришельё признавал за Максимилианом титул, который союзник французов шведский король Густав II Адольф собирался вернуть его законному обладателю. Французское правительство обязывалось защищать Максимилиана, если на него нападут — а так как имперская армия содержалась в основном на средства Максимилиана и командовал ею его генерал Тилли, то напасть на неё должен был французский союзник шведский король Густав Адольф.
Больше всего страдал от этой дипломатии Тилли — верный генерал Максимилиана. Как командующий имперской армией он был обязан дать отпор королю Швеции, но как генерал Максимилиана Баварского не мог этого сделать: сразу же после подписания договора его предупредили, что ему следует избегать открытых столкновений с Густавом Адольфом — другом друга его хозяина.
В результате договор так и не был реализован. В связи с тем, что Максимилиан Баварский распоряжался имперской армией под командованием Тилли как своей собственной, Густав Адольф в итоге вторгся в Баварию, а когда французский представитель сказал, что в соответствии с условиями договора Франция может прийти на помощь Баварии, ответил, что для него «и сорок тысяч французских войск не станут препятствием, так как на его стороне — Бог». В конце концов Франция не стала вмешиваться.